# Yamanashi
Yamanashi (Nhật: 山梨県 (Sơn Lê huyện) Hepburn: Yamanashi-ken) là một tỉnh của Nhật Bản ở vùng Chubu, trên đảo Honshu. Thủ phủ là thành phố Kōfu.

## Địa lý
Địa hình nhiều đồi núi với cao nguyên và thung lũng

## Hành chính
Tỉnh có 28 đơn vị hành chính cấp hạt, trong đó 13 là thành phố, 9 thị trấn và 6 làng. (thời điểm 3.2009)

### Các thành phố
| - Chūō - Fuefuki - Fujiyoshida - Hokuto - Kai - Kōfu (thủ phủ) - Kōshū | - Minami-arupusu (Minami-Alps) - Nirasaki - Ōtsuki - TTsuru - Uenohara - Yamanashi |

### Thị trấn và làng
| - Kitatsuru Gun Kosuge Tabayama - Minamikoma Gun Hayakawa Fujikawa Minobu Nambu | - Minamitsuru Gun Dōshi Fujikawaguchiko Narusawa Nishikatsura Oshino Yamanakako - Nakakoma Gun Shōwa - Nishiyatsushiro Gun Ichikawamisato |

## Kinh tế
Các cơ sở công nghiệp của Yamanashi tập trung chủ yếu ở thành phố Kofu. Yamanashi nổi tiếng về trồng cây ăn quả với hai đặc sản chính là nho và đào. Yamanashi còn nổi tiếng ở Nhật Bản về sản xuất rượu vang.

## Văn hóa
- Yamanashi có nhiều lễ hội trong năm, lớn nhất là lễ hội Shingen matsuri
- Tiếng địa phương koushuu ben

## Giáo dục
- Đại học Yamanashi
- Đại học Yamanashi Gakuin
- Đại học tỉnh lập Yamanashi
- đại học Tsuru
- đại học Eiwa

## Du lịch
Yamanashi là một trong những vùng du lịch nổi tiếng của Nhật Bản. Nơi đây có núi Phú Sĩ cao nhất Nhật Bản, núi Kitadake cao thứ hai Nhật Bản, Phú Sĩ Ngũ Hồ, công viên Fuji-Q Highland, cao nguyên Yatsugatake, những cánh đồng nho và đào, vườn trái cây, các suối nước nóng (nổi tiếng nhất là Isawa Onsen và Yamanashi Onsen).